# Белмонте Калабро
Белмо̀нте Ка̀лабро (на италиански: Belmonte Calabro, на местен диалект Bellimunti, Белимунти) е село и община в Южна Италия, провинция Козенца, регион Калабрия. Разположено е на 262 m надморска височина. Населението на общината е 2251 души (към 2010 г.).

## История
Белмонте е основана около 1270 г., по времето на крал Карл I Анжуйски, с построяването на замък на територията на Амантея от Дрогоне ди Бомон, маршалът, отговорен за новото укрепление в Калабрия, за да осигури съпротива срещу партизаните, воюващи за ищеца Конрадин от Хоенщауфен.
По време на войната на сицилианската вечерня (1282), Белмонте е завладян от сицилианско-арагонски войски. Той е издигнат до статут на окръг и е възложен на Питър Салвакоса. През 1360 г. окръгът е присъден от Неаполска кралица Йоан II на семейство Амантея, което го поддържа до 1443. През тази година арагонецът преобразува Белмонте в барон и го възлага на семейство Тарсия, което го поддържа до 1578 г. По време на феодално владение на това семейство, поетът петрархан Галеацо ди Тарсия композира своята канцониера или Книга на песните в замъка Белмонте.
Под управлението на Тарсия Белмонте е обсаждан няколко пъти: по време на нашествията на Шарл VIII и Луи XII от Франция, между 1495 и 1503 г. и отново през 1528 г. при френския маршал Лотрек. Тарсия е наследен от Ravaschieri Fieschi, от графове Fieschi di Lavagna, семейство на генуезки банкери. Отчита се, че феодалното владение на Белмонте е закупено от Тарсия за 28 220 дуката. Под раваскиерските църкви са построени в Белмонте, построени са укрепления и са разположени дворци, включително Палацо Раваскиери Фиески дела Торе. През 1619 г. титлата принц Белмонте е дадена на Раваскиери Фиески от испанския крал Фелипе III.
Белмонте е допълнително разширена през 1630 г. с покупката на град Амантея и имението Свети Петър. През 1647 г., по време на бунта на Масаниело, принцът предоставя 200 от своите въоръжени белмонтески васали на Неапол, за да помогне на вицекраля. През 1685 г. семейство Раваскиери няма наследник от мъжки пол и принципатът на Белмонте преминава първо към Пинели чрез брак, а след това през 1722 г. отново чрез брак с Пигнатели.
Принц Антонио Пинятели, 6-ият принц на Белмонте по брак и принц на Свещената Римска империя, сече собствени монети, сред които е известното „зекино от Белмонте“, златна монета, на която се виждат както главата, така и гербът на принца. През 1806 и 1807 г. Белмонте подкрепя Амантея и Фиумефреддо, докато е обсаден от френски войски, командвани от генерал Пейри. Замъкът на Белмонте се предаде последният. При французите Белмонте става център на административната област на Крати, включваща територията, която достига от Амантея до Гуардия Пиемонтезе и включва градовете Айело, Алтилия, Мангоне и Ролиано. С провъзгласяването на Кралство Италия в края на XIX век, Белмонте придобива допълнителното име Калабро, за да го различи от другите италиански места със същото име.
Самият герб на Белмонте е длан между две кули под княжеска корона. Двете кули представляват укрепленията на Verri и Barbarise, като дланта символизира провинцията между тях. Короната представлява историческата връзка с принцовете Белмонте.
Белмонте е в новините на 5 декември 1930 г., когато английските авиатори Уинифред Спунър и капитан Едуардс биват принудени чрез механична повреда да се откажат  в планираното като 5 дни и нощем опит за счупване на рекорди в морето, докато са на път от Лондон до Кейптаун, Южна Африка. Уинифред Спунър преплува 3-те километра до брега в пълен мрак и предупреждава местните рибари, които спасяват капитан Едуардс и самолета.

## Видни личности
- Микеле Бианки, участвал в похода на Рим
- Луиджи Матей, маркиз дьо Белмонте през XVII век

## Забележителности
- Palazzo Ravaschieri Fieschi della Torre (XVII век)
- Замък, издигнат около 1271г
- Колегиална църква Санта Мария Асунта (XVI век)
- Църква Immacolata Concezione (XVII век)
- Капуцински манастир (XVII век)
- Палацо Ривелино (XVII век)
- Градски стени и крайбрежни наблюдателни кули

## Транспорт
До Белмонте може да се стигне по шосе през държавния път SS18 (Tirrena Inferiore).
Градът има гара на главната линия от Неапол до Реджо ди Калабрия.